# Ibrahim Tanko
Ibrahim Tanko (Kumasi, 1977. július 25. –) ghánai-német labdarúgócsatár, a kameruni labdarúgó-válogatott segédedzője.